# Thomas Hall (piragüista)
Thomas Hall (Montreal, 21 de febrero de 1982) es un deportista canadiense que compitió en piragüismo en la modalidad de aguas tranquilas.
Participó en los Juegos Olímpicos de Pekín 2008, obteniendo una medalla de bronce en la prueba de C1 1000 m. En los Juegos Panamericanos de 2003 consiguió dos medallas.
Ganó una medalla de plata en el Campeonato Mundial de Piragüismo de 2006, en la prueba de C4 1000 m.

## Palmarés internacional
| Juegos Olímpicos     | Juegos Olímpicos                | Juegos Olímpicos  | Juegos Olímpicos |
| Año                  | Lugar                           | Medalla           | Competición      |
| -------------------- | ------------------------------- | ----------------- | ---------------- |
| 2008                 | Pekín (China)                   | Medalla de bronce | C1 1000 m        |
| Campeonato Mundial   |                                 |                   |                  |
| Año                  | Lugar                           | Medalla           | Competición      |
| 2006                 | Szeged (Hungría)                | Medalla de plata  | C4 1000 m        |
| Juegos Panamericanos |                                 |                   |                  |
| Año                  | Lugar                           | Medalla           | Competición      |
| 2003                 | Santo Domingo (Rep. Dominicana) | Medalla de oro    | C1 1000 m        |
| 2003                 | Santo Domingo (Rep. Dominicana) | Medalla de bronce | C2 500 m         |